# یولیوس تورما

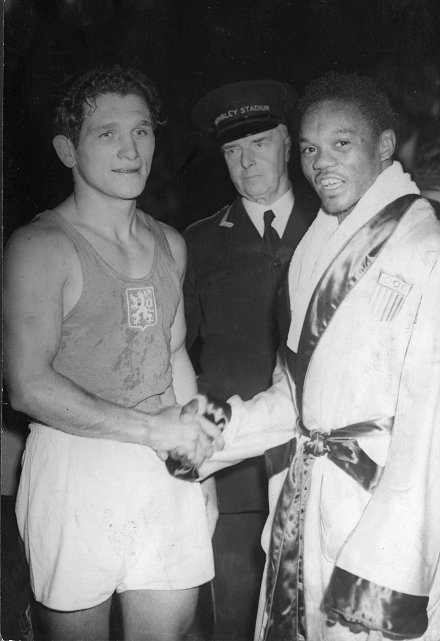
یولیوس تورما در سمت چپ تصویر

یولیوس تورما (انگلیسی: Július Torma; ۷ مارس ۱۹۲۲ – ۲۳ اکتبر ۱۹۹۱) بوکسور اهل چکسلواکی بود.